# Pitäjänmäki
Pitäjänmäki (suédois : Sockenbacka) est un quartier d'Helsinki, la capitale de la Finlande, c'est aussi le nom d'un district qui englobe le quartier éponyme.

## Description

### Le quartier de Pitäjänmäki
Le quartier Pitäjänmäki (en finnois : Pitäjänmäen kaupunginosa) a une superficie de 4,26 km2, sa population s'élève à 10 627 habitants(1.1.2010) pour 16 191 emplois(31.12.2008).

### Le district de Pitäjänmäki
Le district (en finnois : Pitäjänmäen peruspiiri) a une superficie de 6,58 km2, une population de 15 465 habitants(1.1.2010) et 27 456 emplois(31.12.2008).

## Économie
Pitäjänmäki compte de nombreuses entreprises, en particulier autour de la gare de Valimo et dans le parc d'affaires de Pitäjänmäki.
Ces sociétés comprennent Nokia, Nokia Siemens Networks, ABB, Fujitsu Siemens, Digia, Martela, Suominen, Nordea, Stockmann Auto Oy et Sweco Industry Oy.

## Galerie

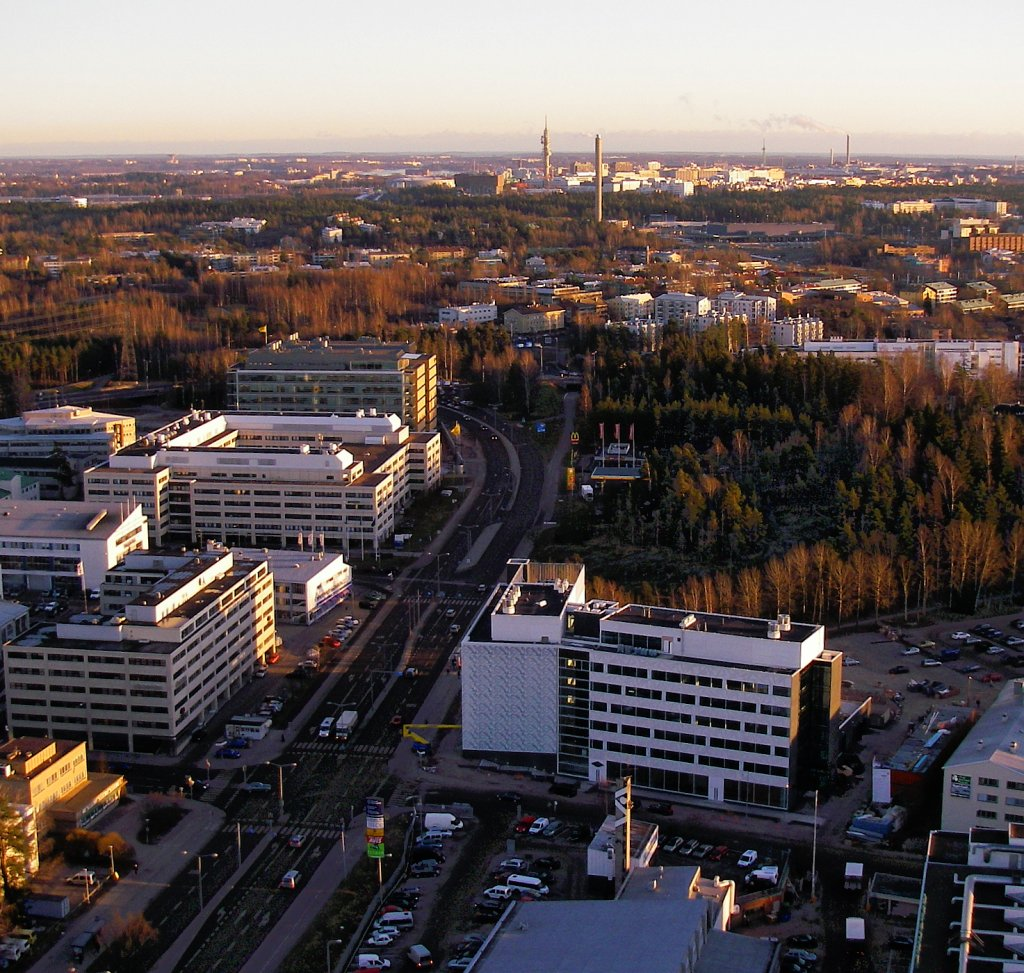
Pitäjänmäki, au centre la Seututie 110.
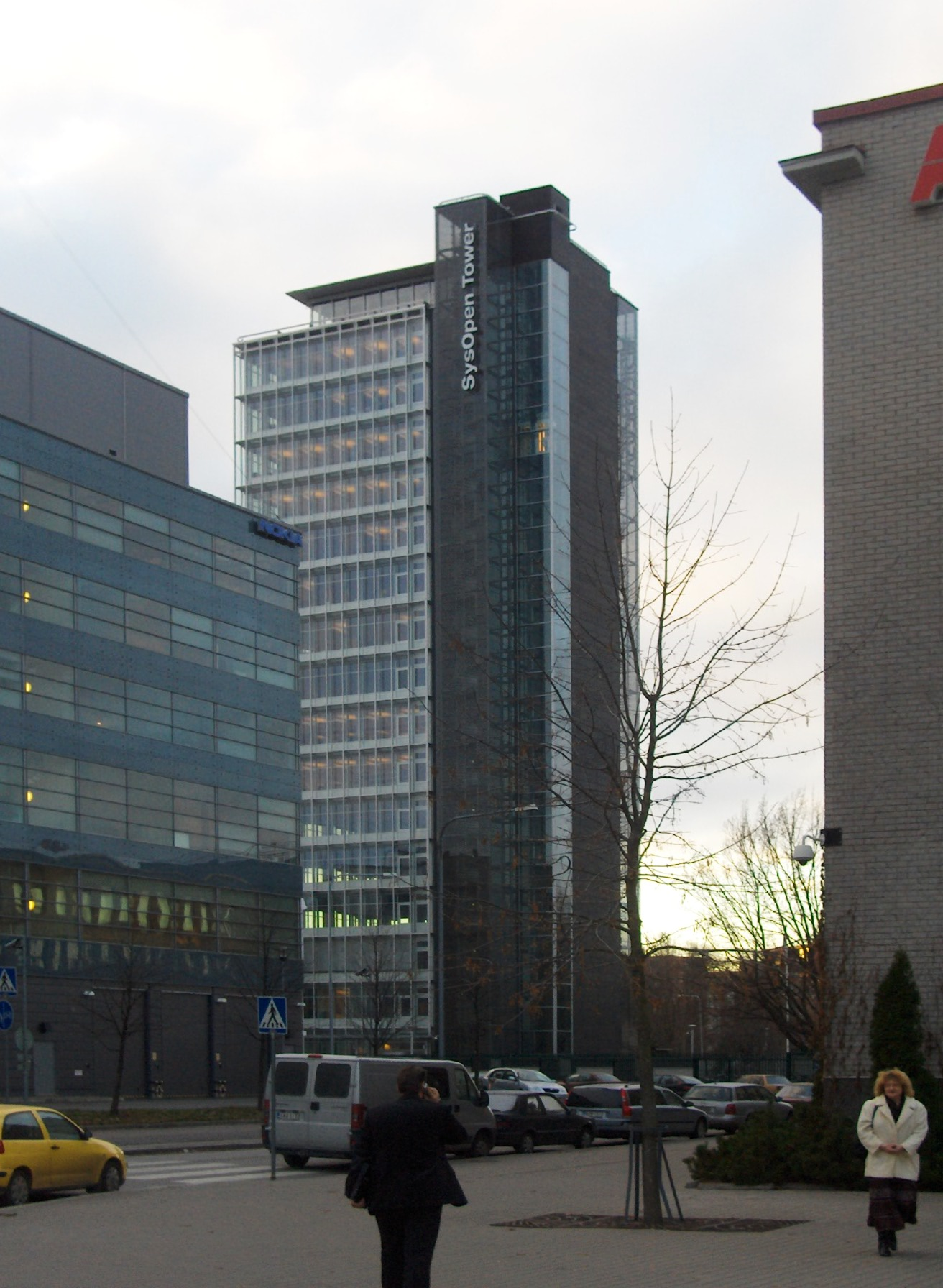
La Tour Digia.
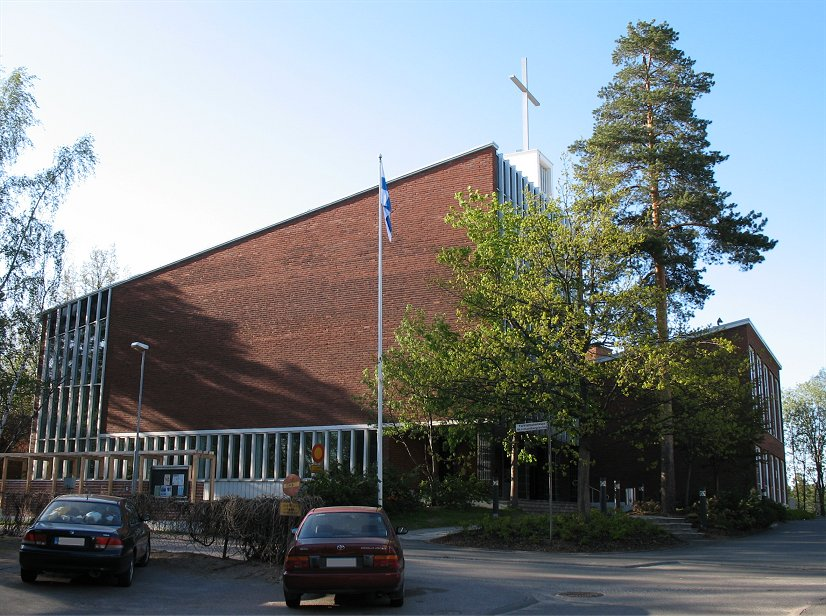
L'église de Pitäjänmäki
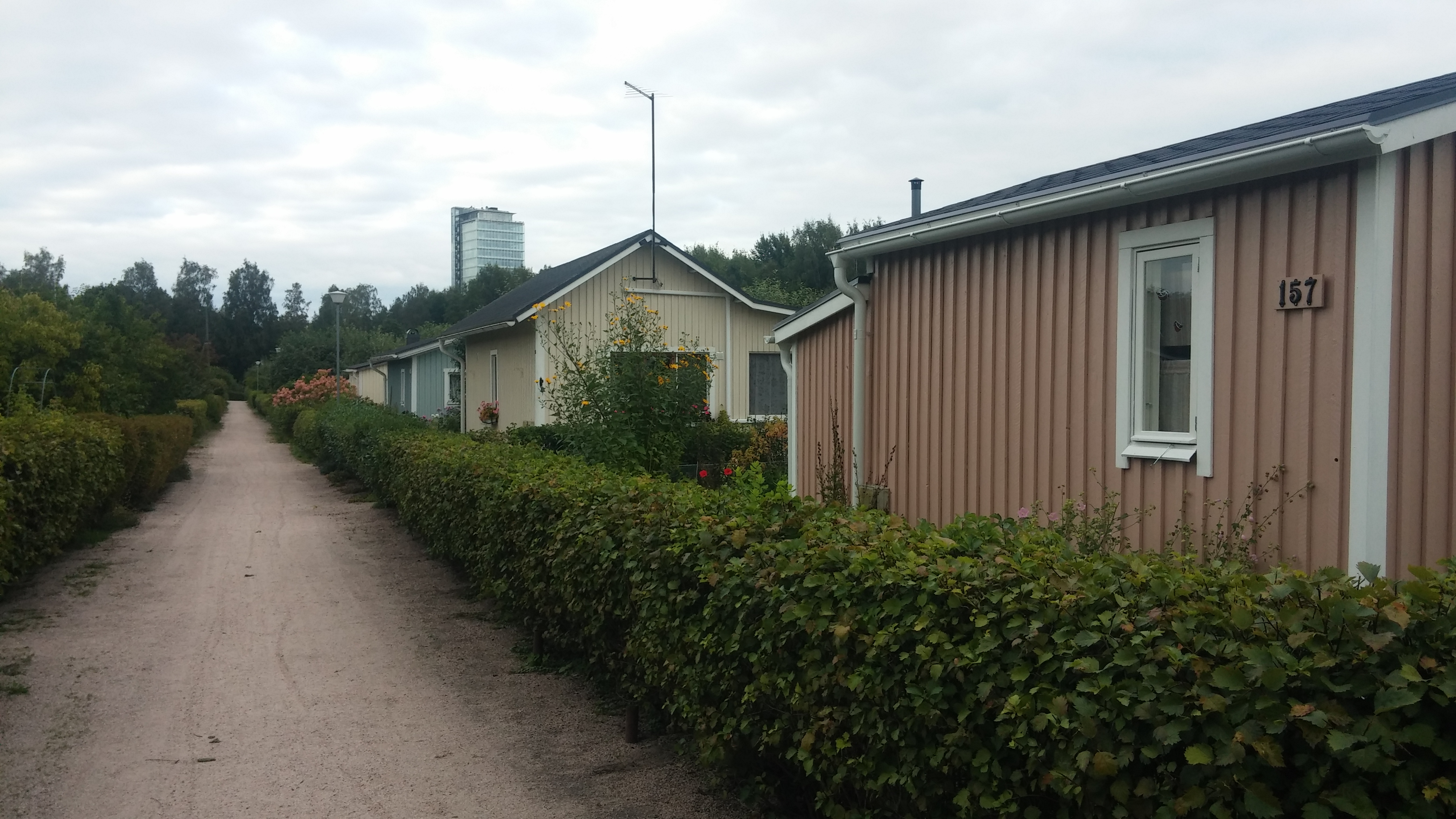
Jardin familial de Tali.